# Tamatoa III
Tamatoa III (1757-1831) foi o rei de Raiatea entre 1820 e 1831. 
U'uru, ou Vetea-ra'i-'u'uru, era filho de Tamatoa II com sua terceira esposa. Ele era o ari'i maro 'ura, chefe supremo, em' Opoa em Raiatea, durante a visita do capitão James Cook em 1773.